# Artère digitale dorsale de la main
Les artères digitales dorsales de la main (ou artères collatérales dorsales de la main) sont des artères des doigts de la main.

## Origine
Les artères digitales dorsales de la main sont les branches terminales des trois dernières artères métacarpiennes dorsales. Elles sont au nombre de deux par artère métacarpienne dorsale.

## Trajet
Les artères digitales dorsales cheminent le long des côtés et des faces dorsales des phalanges du majeur, de l'annulaire et de l'auriculaire. Elles sont accompagnées par les nerfs digitaux dorsaux du nerf ulnaire et les nerfs digitaux dorsaux du nerf radial.

## Zone d’irrigation
Les artères digitales dorsales vascularisent la face dorsale de la première phalange des doigts.